# Tammurriata
La tammurriata, o meglio 'o ballo e 'o canto 'ncopp'o tammurro, è una danza tradizionale della Campania.
Il termine tammurriata fino a pochi decenni fa designava solo un repertorio canoro-strumentale, mentre attualmente rappresenta una complessa famiglia di balli sul tamburo (chiamata dai diretti esecutori anche semplicemente "ballo").
Viene eseguita in una vasta zona che va dalla bassa valle del Volturno, il casertano, l'agro giuglianese, l'area circumvesuviana, sino all'Agro Nocerino, il nolano ed alla Costiera amalfitana.

## Descrizione

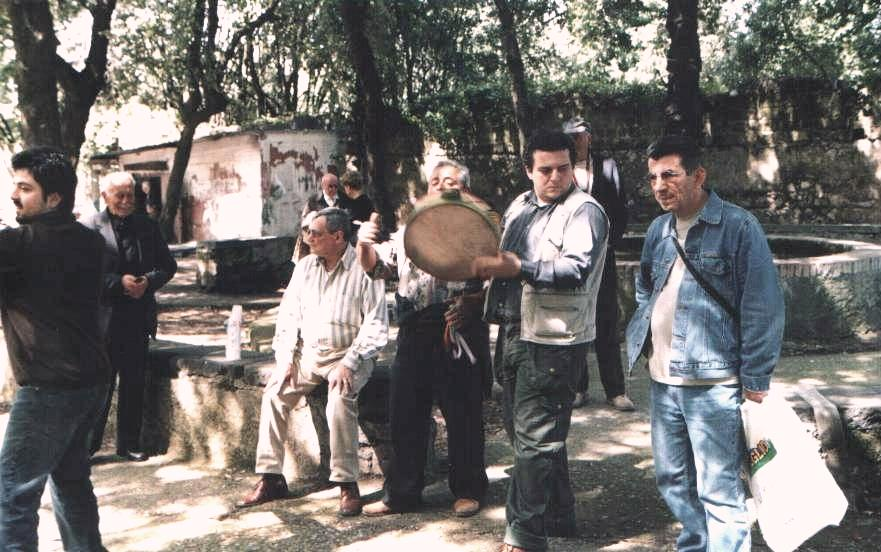
Tammurriata in Monte Coppola a Castellammare di Stabia

In una più ampia classificazione dei balli etnici italiani, la tammuriata va inclusa nella famiglia della tarantella meridionale, di cui costituisce uno specifico e originale sottogruppo basato sul ritmo rigidamente binario, sulla partecipazione al ballo esclusivamente in coppia (mista e non), su un'intensa dinamica delle braccia, sull'uso di castagnette (nacchere) che, oltre a fornire il ritmo di base, obbliga ad una particolare cinetica di mani, braccia e busto.
Il ballo trae il nome dal fondamentale ritmo binario che viene marcato con il tamburo (detto anche "tammorra"). La "tammorra" è un grande tamburo a cornice dipinta con sonagli di latta, con possibile accessorio addobbo di nastri o pitture policrome e campanelli.
Altri strumenti possono accompagnare lo strumento solista e la voce umana, maschile o femminile, che viene modulata secondo tecniche e stili particolari. Questi strumenti sono:
- "Sisco", particolare flauto proveniente dal Lago di Patria
- "Putipù" o "Caccavella": tamburo a frizione
- "Triccheballacche": martelli ritmici lignei intelaiati con sonagli
- "Scetavajasse": bastone dentato con sonagli metallici strofinato da un bastoncino
- "Treccia", costituita da campanelli di bicicletta
- Scacciapensieri
- Flauto dolce
- Doppio flauto a becco.

## Stili
Si individuano almeno quattro stili diversi di ballo sul tamburo:
- Giuglianese[1]: questo stile preferisce nell'esecuzione musicale oltre alle tammorre, a ritmi semplici, e la voce, un flauto detto "Sisco", da cui deriva anche il nome di "Siscariata"; il ballo ha passi e figure coordinate dall'esecuzione musicale e una grande varietà di "vutade" (modi di girare allacciati o ravvicinati) tra coppie di uomo e donna o anche uomo e uomo/donna e donna.
- Vesuviano sarnese-sommese: questo stile è caratterizzato da una "paranza" di suonatori e numerosi strumenti, talvolta è presente anche la fisarmonica. Prevede forme coreutiche ben riconoscibili: la "vutata" in coincidenza della botta di tamburo corrispondente ad una intensificazione ritmica, il controgiro, la parte frontale, la passata. Esemplari sono le danze di Sarno, alla festa della Madonna delle Tre Corone il 15 agosto, alla festa della Madonna Greca di Montevergine l'8 e il 12 settembre e in onore della Madonna del Carmine il Lunedì dell'Angelo e il 16 luglio.
- Nocerino: quest'ultimo stile prevede una maggior partecipazione della pantomimica con avvicinamento frequente dei corpi, movimenti oscillatori del bacino, piegamenti sulle gambe, intenso e variato muovere delle braccia. Esemplari, al riguardo, sono i tradizionali balli delle feste della Madonna dei Miracoli, della Madonna delle Galline, della Madonna Materdomini, della Madonna dei Bagni.
- Pimontese e costiera amalfitana: ritmo a terzine con vibrazione continua della pelle del tamburo. Non sono mai presenti gli strumenti non tradizionali (come la fisarmonica).